# El Sauz, Aquismón
El Sauz är en ort i Mexiko.   Den ligger i kommunen Aquismón och delstaten San Luis Potosí, i den centrala delen av landet, 280 km norr om huvudstaden Mexico City. El Sauz ligger 348 meter över havet och antalet invånare är 491.
Terrängen runt El Sauz är huvudsakligen kuperad, men åt nordväst är den platt. Runt El Sauz är det ganska glesbefolkat, med 48 invånare per kvadratkilometer. Närmaste större samhälle är La Lima, 10,6 km öster om El Sauz. I omgivningarna runt El Sauz växer huvudsakligen savannskog.